# Nordwestdeutscher Rundfunk

Logo de Nordwestdeutscher Rundfunk

Nordwestdeutscher Rundfunk (NWDR),  traducible al español como Radiodifusión de la Alemania Noroeste, fue una institución pública de radio y televisión que existió en los estados federales alemanes (Länder) de Hamburgo, Baja Sajonia, Schleswig-Holstein y Renania del Norte-Westfalia. Funcionó desde el 22 de septiembre de 1945 hasta el 31 de diciembre de 1955. Hasta 1954 se encargó también de la radiodifusión para Berlín Occidental, traspasada a la Sender Freies Berlin el 1 de junio de 1954. La NWDR fue un miembro fundador de la Asociación de Instituciones de Radiodifusión de Derecho Público de la República Federal de Alemania, la ARD. Desde el 1 de enero de 1956 fue sucedida por la Norddeutscher Rundfunk (NDR) y la Westdeutscher Rundfunk (WDR).

## Historia
La radiodifusión en la zona de la NWDR comenzó en Hamburgo en 1924, con la creación de la Nordische Rundfunk Aktien-Gesellschaft (NORAG), que inició sus transmisiones el 2 de mayo de 1924.

### Alemania Nazi
En 1933 la compañía se transformó en la Norddeutscher Rundfunk GmbH, y en 1934 fue incorporada como Reichssender Hamburg a la organización nacional de radiodifusión Großdeutscher Rundfunk, dependiente del Ministerio del Reich para la Ilustración Pública y Propaganda, a cargo de Joseph Goebbels. Un programa de radio internacional fue emitido hacia las islas británicas, Germany Calling. Su más famoso conductor fue Lord Haw-Haw (William Joyce, entre otros). La propaganda estaba destinada a desmorailzar a los británicos. La Reichssender Hamburg fue la última emisora de onda corta en Alemania. La subestación de Flensburgo, ahora llamada Reichssender Flensburg, transmitió la radio por cable local y las noticias de la OKW, anuncios de los cuarteles generales del Ejército alemán.

### Postguerra
La transmisión de radio fue detenida con el fin de la Segunda Guerra Mundial y la Ocupación de Alemania.
En la Zona británica, las autoridades militares rápidamente establecieron Radio Hamburg para proveer información a la población de la zona. La Comisión de Control británica nombró a Hugh Greene para dirigir la creación de un servicio de radiodifusión público para su zona. El 22 de septiembre de 1945, Radio Hamburg se convirtió en la Nordwestdeutscher Rundfunk.

### Bajo el control de los Länder
En 1948 la Comisión de Control transfirió la NWDR al control de los Länder constituyentes, convirtiéndose en una Institución de Radiodifusión Pública. El primer director alemán fue Adolf Grimme, político del SPD.
Al comienzo, la NWDR solo poseía una estación de radio, luego conocida como NWDR1. En 1950 introdujo una estación regional para la zona del norte, NWDR Nord (luego NDR2), y otra para el oeste, NWDR West (luego WDR2).
El mismo año, la NWDR fue un miembro fundador de la ARD. La NWDR también jugó un papel importante en la naciente televisión en Alemania, comenzando sus transmisiones el 25 de diciembre de 1952.
La NWDR también tuvo a su cargo la radiodifusión pública para Berlín Occidental, en parte con los transmisores ubicados en la zona británica de la ciudad. El 1 de junio de 1954 se estableció la Sender Freies Berlin (SFB), para encargarse de la radiodifusión pública de Berlín Occidental.

### División
En febrero de 1955, los Länder del área de la NWDR decidieron volver a organizar la regulación de la radiodifusión. Renania del Norte-Westfalia decidió establecer su propia emisora, mientras que Baja Sajonia, Hamburgo y Schleswig-Holstein decidieron mantener el sistema existente. Con éste fin, la NWDR se dividió en dos instituciones: la Norddeutscher Rundfunk (NDR) para el norte, y la Westdeutscher Rundfunk (WDR) para Renania del Norte-Westfalia.
La NDR continuó su operación desde Hamburgo, mientras que la WDR fue establecida en Colonia. La división se hizo efectiva desde el 1 de enero de 1956, aunque la operación de la NWDR1 siguió siendo un trabajo conjunto entre los dos organismos.
El servicio de televisión de la NWDR también siguió en operación conjunta, desde el 1 de abril de 1956 bajo el nombre de Nord- und Westdeutscher Rundfunkverband (Federación de Radiodifusión Alemana del Norte y del Oeste - NWRV). La NDR y la WDR comenzaron servicios de televisión separados para sus áreas en 1961.

## Estaciones
En 1955 la NWDR tenía tres estaciones:
- NWDR1, para toda el área de la NWDR, en FM y onda media.
- NWDR2 (o NWDR Nord), estación local en FM para la zona norte, desde Hamburgo.
- NWDR3 (o NWDR West), estación local en FM para la zona oeste, desde Colonia.

La NWDR también fue el participante más activo en Das Erste, servicio de televisión público conjunto de la ARD.

## Enlaces
- Norddeutscher Rundfunk (NDR)
- Westdeutscher Rundfunk (WDR)
- ARD
- Centro de investigación para la historia de la radiodifusión del norte de Alemania (en inglés) — Proyecto de cooperación entre la NDR, la WDR, la Universidad de Hamburgo y el Instituto Hans-Bredow.

- Datos: Q446604
- Multimedia: Nordwestdeutscher Rundfunk / Q446604